# DFB-Pokal der Frauen 1989-1990
La DFB-Pokal der Frauen 1989-1990 è stata la 10ª edizione della Coppa di Germania riservata alle squadre di calcio femminile. La finale si è svolta all'Olympiastadion di Berlino ed è stata vinta dal FSV Francoforte, per la seconda volta nella sua storia, superando le avversarie del Bayern Monaco con il risultato netto di 1-0.

## Primo Turno
Le gare si sono svolte tra il 2 e 3 settembre 1989.
| Squadra 1           | Risultato   | Squadra 2            |
| ------------------- | ----------- | -------------------- |
| Saarbrücken         | 3 - 0       | TuS Wörrstadt        |
| TuS Ahrbach         | 1 – 2       | Grün-Weiß Brauweiler |
| Eintracht Wolfsburg | 1 - 3       | Sindelfingen         |
| Wiehre              | 6 - 2       | Neukölln Berlin      |
| KBC Duisburg        | 3 - 5       | FSV Francoforte      |
| SC Poppenbüttel     | 0 - 3       | Schmalfelder SV      |
| Klinge Seckach      | 6 - 0       | Polizei SV Bremen    |
| Bayern Monaco       | 1 - 1 (dts) | TSV Siegen           |

### Replay
| Squadra 1  | Risultato       | Squadra 2     |
| ---------- | --------------- | ------------- |
| TSV Siegen | 1 - 1 (3-5 dtr) | Bayern Monaco |

## Quarti di finale
Le gare si sono svolte tra il 14 e il 15 ottobre 1989.
| Squadra 1       | Risultato | Squadra 2            |
| --------------- | --------- | -------------------- |
| Schmalfelder SV | 0 - 2     | Saarbrücken          |
| FSV Francoforte | 10 - 0    | Wiehre               |
| Klinge Seckach  | 1 - 2     | Bayern Monaco        |
| Sindelfingen    | 0 - 1     | Grün-Weiß Brauweiler |

## Semifinali
Le gare si sono svolte tra il 14 e 16 aprile 1990.
| Squadra 1            | Risultato   | Squadra 2       |
| -------------------- | ----------- | --------------- |
| Saarbrücken          | 1 - 1 (dts) | FSV Francoforte |
| Grün-Weiß Brauweiler | 0 - 1       | Bayern Monaco   |

### Replay
| Squadra 1       | Risultato   | Squadra 2   |
| --------------- | ----------- | ----------- |
| FSV Francoforte | 3 - 2 (dts) | Saarbrücken |

## Finale
| Arbitro: | Hellmut Krug (Gelsenkirchen) |

|            |           |  |
| Walter 20’ | Marcatori |  |